# Triple double
Een triple double is een term uit het basketbal waarbij een speler in drie van de vijf statistieken dubbele cijfers heeft, dat wil zeggen 10 of meer van de betreffende statistiek. De categorieën zijn punten, rebounds, assists, steals en blocks.
Omdat steals en blocks in de dubbele cijfers zeldzaam zijn, komt het gewoonlijk erop neer dat een speler minimaal 10 punten, 10 rebounds en 10 assists moet hebben gehaald.

## Records
In het seizoen 2016-2017 verbrak Russell Westbrook het recordaantal triple doubles in één seizoen met een aantal van 42. Het oude record van 41 stond op naam van Oscar Robertson en was al meer dan vijftig jaar oud. De recordaantallen over de hele NBA-carrière staan ook op naam van deze twee. Robertson speelde in de jaren zestig en zeventig en maakte er 181, een aantal dat op 8 mei 2021 geëvenaard werd door Westbrook. Topscorer in die wedstrijd werd zijn medespeler Bradley Beal (50 punten) en met de Washington Wizards, wonnen ze in de verlenging met 133–132 van de Indiana Pacers. In de volgende wedstrijd brak de 32-jarige het record van Robertson met zijn vijfde triple double op rij, de 18e in 21 wedstrijden. De 82-jarige Robertson complimenteerde hem daarvoor in een videoboodschap. De Wizards verloren echter met 125–124, mede doordat Westbrook in de laatste seconden een driepunter miste.
Een van de bijnamen van Westbrook is Mr. Triple Double. Toen hij in mei Robertsons record evenaarde, had hij 25 triple doubles gescoord in de 34 wedstrijden die hij speelde sinds het NBA All-Star Weekend in februari. In die periode van krap drie maanden hadden alle andere NBA-spelers samen er 38 gemaakt.

### Spelers met triple doubles
Update per 10 januari 2025.
* = in 2025 actief in de NBA
1. Russell Westbrook, pointguard — 202*
2. Oscar Robertson, pointguard — 181
3. Nikola Jokić, center - 145*
4. Magic Johnson, pointguard — 138
5. LeBron James, small forward, pointguard — 120*
6. Jason Kidd, pointguard — 107
7. Luka Dončić, pointguard — 80*
8. Wilt Chamberlain, center — 78
9. James Harden, shooting guard, pointguard  — 78*
10. Domantas Sabonis, center, power forward — 63

## Overtreffende trap
Er zijn verschillende overtreffende trappen van de triple double. Een dubbele triple double in één wedstrijd geldt als een double triple double; een prestatie die in de NBA slechts eenmaal is neergezet. 
Ook erg zeldzaam zijn de quadruple en quintuple doubles, waarbij in vier of vijf categorieën dubbele cijfers gehaald worden. Anno 2021 zijn quadruples in de NBA vier keer vastgelegd, bij Nate Thurmond (1974), Alvin Robertson (1986), Hakeem Olajuwon (1990) en David Robinson (1994). 
Een quintuple double is nooit officieel geregistreerd in de NBA, maar is mogelijk wel neergezet door Wilt Chamberlain, op 18 maart 1968. Van steals en blocks werden toen echter nog geen statistieken bijgehouden. Naast de officiële 53 punten, 32 rebounds en 14 assists zou Chamberlain 24 blocks en 11 steals gemaakt hebben.